# Beast of Beherit: Complete Workxxx
Beast of Beherit: Complete Workxxx — сборник группы Beherit, выпущенный в 1999 году лейблом Spinefarm Records.

## Об альбоме
Beast of Beherit: Complete Workxxx был выпущен лейблом как ответ на все пиратские выпуски релизов группы.
Целью выпуска сборника было не собрать воедино все лучшие композиции группы, а вобрать в себя те, которые более пригодны для прослушивания. Композиции 15 и 16 были взяты с последнего концерта группы, где в качестве барабанщика выступал Киммо Люттинен, известный по участию в Impaled Nazarene.
Композиция Six Days With Lord Diabolus носит другое оригинальное название — Six Days With Sadistic Slayer.

## Реакция критики
Олег Бочаров из российского музыкально-развлекательного издания Necronomicon оценил в феврале 2000 года сборник в 4 балла из пяти. По мнению специалиста, несмотря на большой разброс в музыкальных стилях предложенного на пластинке материала, "общая картина производит крайне благоприятное впечатление, с адской болью дёргающее за ностальгические струны, напоминая нам о тех славных суровых временах, когда косить под Bathory считалось героизмом, а не дешёвой попыткой срубить побольше бабок".

## Список композиций
| №   | Название                                                                                      | Альбом                      | Длительность |
| --- | --------------------------------------------------------------------------------------------- | --------------------------- | ------------ |
| 1.  | «Beast of Damnation»                                                                          | Dawn of Satan’s Millenium   | 4:17         |
| 2.  | «Hail Sathanas» (кавер-версия композиции бразильской группы Sarcofago)                        | Dawn of Satan’s Millenium   | 1:47         |
| 3.  | «Fallen Souls» (демозапись была издана под названием группы The Lord Diabolus)                | Down There...               | 2:55         |
| 4.  | «Six Days With Lord Diabolus» (демозапись была издана под названием группы The Lord Diabolus) | Down There...               | 3:30         |
| 5.  | «Nocturnal Evil»                                                                              | Drawing Down the Moon       | 2:44         |
| 6.  | «Salomon’s Gate»                                                                              | Drawing Down the Moon       | 3:38         |
| 7.  | «Dead Inside»                                                                                 | Electric Doom Synthesis     | 6:10         |
| 8.  | «Beyond Vision»                                                                               | Electric Doom Synthesis     | 4:46         |
| 9.  | «Paradise, of Thy Demonic Host» (студийная сессия 1990 года)                                  |                             | 2:58         |
| 10. | «War Command» (кавер-версия композиции канадской группы Blasphemy)                            |                             | 0:31         |
| 11. | «E-scape»                                                                                     | H418ov21.C                  | 3:05         |
| 12. | «Grave Desecration»                                                                           | Demonomancy                 | 1:59         |
| 13. | «Witchcraft»                                                                                  | Demonomancy                 | 3:41         |
| 14. | «Ghost of Death»                                                                              | Seventh Blasphemy           | 4:45         |
| 15. | «Black Arts» (концертная запись)                                                              | Live in Riihimaki 8-21-1992 | 3:18         |
| 16. | «Werewolf, Semen and Blood» (концертная запись)                                               | Live in Riihimaki 8-21-1992 | 3:27         |